# Звегинцов, Иван Александрович
Иван Александрович Звегинцов (1840—1913) — русский государственный деятель, губернатор Курский, вице-губернатор Воронежский. Действительный тайный советник.

## Биография
Родился 2 июля 1840 года[по какому календарю?] в семье действительного статского советника Александра Ильича Звегинцова (1801—1849), занимавшего короткое время в 1837 году должность Волынского губернатора. Воспитывался в Школе гвардейских подпрапорщиков и кавалерийских юнкеров, где его имя «за отличные успехи в науках» было занесено на почётную доску и 16 июня 1859 года из вахмистров он поступил корнетом в кавалергардский полк и назначен полковым библиотекарем. В 1861 году произведён в поручики, в 1863 году в штабс-ротмистры; с 26 марта 1863 года по 24 октября 1864 года был полковым казначеем.

Кавалергард И. Звегинцов

В чине ротмистра 25 июля 1865 года был уволен со службы по болезни. Спустя год, 11 августа 1866 года вновь был определён в кавалергардский полк штабс-ротмистром, с назначением адъютантом к Московскому генерал-губернатору князю В. А. Долгорукову. В 1867 году произведён в ротмистры и избран почётным мировым судьей Бобровского уезда Воронежской губернии.
В апреле 1868 года по домашним обстоятельствам вновь уволен со службы в чине полковника. В 1872 года поступил на статскую службу: 16 февраля был избран в депутаты дворянства от Звенигородского уезда для составления родословных книг. С мая 1872 года одновременно был почётным мировым судьёй в Москве. В августе 1874 года был произведён в статские советники, а с 11 февраля 1875 года причислен к министерству внутренних дел. Со 2 февраля 1876 по 23 ноября 1879 года был Воронежским вице-губернатором (с 25 апреля по 6 декабря 1878 года исполнял обязанности воронежского губернатора). В декабре 1879 года был избран Бобровским уездным предводителем дворянства.
В апреле 1881 года был назначен Курским губернатором и 7 ноября того же года произведён в действительные статские советники. Руководил губернией до 14 февраля 1885 года, когда был назначен членом Совета министерства внутренних дел. В 1886 году был назначен председателем комиссии для расследования действии Череповецкого уездного земства, а в 1888 году — членом совещания при военном министерстве о поставке хлебных продуктов в интендантство землевладельцами. В том же году командирован в Саратовскую губернию для борьбы с чумой. Был произведён тайные советники 30 августа 1888 года. В ноябре того же года стал представителем от министерства в совещании при департаменте неокладных сборов по вопросу о сельскохозяйственном винокурении.
Представитель в Сельскохозяйственном совете при Министерстве земледелия и государственных имуществ, представитель в Совете по тарифам при Министерстве финансов. Член от Министерства внутренних дел в Комитете управления железных дорог при Министерстве путей сообщения, представитель Министерства внутренних дел в Комиссии по новым железным дорогам при Министерстве финансов. Почётный мировой судья Бобровского судебно-мирового округа.
В 1908 году был произведён в чин действительного тайного советника.
В селе Масловка Бобровского уезда имел имение в 8042 десятин земли. Владел также землями в селе 2-я Михайловка Ивановской волости (1924 десятины) (на землях современного Дмитриевского сельского поселения); был владельцем хутора 1-Михайловский (в настоящее время не существует; располагался на землях современного Росташевского сельского поселения). В Воронежской губернии за ним числилось ещё 2205 десятин земли и за женой родовых земель 5000 десятин земли.
Умер 1 октября 1913 года[по какому календарю?]. Похоронен близ Никольской церкви в Масловке. Могила не сохранилась.

## Награды
Был награждён орденами: Св. Анны 2-й степени (30.08.1877), Св. Владимира 3-й степени (01.04.1879), Св. Станислава 1-й степени (1883), Св. Анны 1-й ст. (1886), Св. Владимира 2-й ст (1891), Белого Орла, Александра Невского (06.12.1905) и медалями.
Также награждён знаком Красного Креста и датским орденом Данеброга III степени (1867).

## Семья
Был женат с 28 апреля 1867 года на Марии Александровне (1845—1908), дочери помещика Бобровского уезда Александра Борисовича Казакова. Их дети:
- Сыновья:
- Александр (умер в младенчестве).
- Александр (1869—1915), востоковед, подполковник, депутат 3-й и 4-й Государственной Думы; участник Первой мировой войны.
- Мария (1870—?), была замужем за камер–юнкером Юрием Александровичем Нелидовым.
- Владимир (1871—1944), шталмейстер, статс–секретарь, член Главного управления государственного коннозаводства.
- Елена (1874—1905), участница русско–японской войны, сестра милосердия.
- Николай (1877—1932), генерал–майор (1917), командир 1-й бригады  13-й кавалерийской дивизии, начальник русских сил Мурманского края.[4]
- Дмитрий (1880—1967), полковник; был женат на кн. Марии Ивановне Оболенской (1883—1943), дочери И. М. Оболенского.
- Наталья (1883—1920), фрейлина, участница Первой мировой войны, сестра милосердия.